# Fanna (Palaos)
Fanna (también escrito Fana) es una pequeña isla en el Pacífico occidental. Se encuentra a 1,7 km al norte de la isla hermana de Dongosaro con la que forma el grupo de las Islas Sonsorol.
La isla densamente boscosa está rodeado por un arrecife de coral, de 160 a 480 m de tierra, y que tiene un diámetro de 350 metros. Las principales plantas de la isla son árboles Pisonia y palmas de coco. Fanna está deshabitada y tiene una superficie de 0,54 km².
Junto con las islas Dongosaro, Pulo Anna, y la isla Merir forma el estado de Sonsorol, un área administrativa de la república insular de Palaos.